# Steve Coleman
Steve Coleman (Chicago, 20 settembre 1956) è un sassofonista e compositore statunitense di musica jazz.
Trasferitosi a New York nel 1978, ha guidato vari gruppi fra i quali il suo Steve Coleman and Five Elements, formato nel 1981 che è ancor oggi in attività.
È stato uno dei fondatori del cosiddetto M-Base movement ed è stato influenzato particolarmente da Charlie Parker, Sonny Rollins, John Coltrane, Von Freeman e Bunky Green, Coleman ha inciso e si è esibito con Thad Jones, Sam Rivers, Doug Hammond, Cecil Taylor, Abbey Lincoln, Dave Holland e Cassandra Wilson. Con lui hanno collaborato spesso musicisti della scena folcloristica africana creando una fusione di idee musicali influenzate da antichi concetti metafisici. Ha dichiarato che la sua preoccupazione principale è l'uso della musica come linguaggio di simboli sonori da usare per esprimere la natura dell'esistenza umana.

## Discografia
- Motherland Pulse (1985)
- On the Edge of Tomorrow (1986)
- World Expansion (1986)
- Sine Die (1987)
- Rhythm People (1990)
- Black Science (1990)
- Rhythm In Mind (1991)
- Drop Kick (1992)
- The Tao of Mad Phat (fringe zones) (1993)
- A Tale of 3 Cities (1994)
- Def Trance Beat (1994)
- Myths, Modes and Means (1995)
- The Way of the Cipher (1995)
- Curves of Life (1995)
- The Sign and The Seal (1996)
- Genesis (1997)
- The Opening of The Way (1997)
- The Sonic Language of Myth (1998)
- The Ascension To Light (1999)
- Resistance Is Futile (doppio - 2001)
- Alternate Dimension Series I
- On The Rising Of The 64 Paths (2002)
- Lucidarium (2003)
- Elements of One (documentario su DVD dedicato a Steve Coleman) (2004)
- Weaving Symbolics (doppio CD con DVD) (2006)